# Terelabrus
Terelabrus là một chi cá biển thuộc họ Cá bàng chài. Tên gọi chung cho những thành viên thuộc chi này là hogfish.

## Phạm vi phân bố
Những loài trong chi này có phạm vi phân bố trải dài trên khu vực Ấn Độ Dương - Thái Bình Dương. Những loài trong chi này thường sống ở vùng nước khá sâu.

## Từ nguyên
Tiền tố teres trong từ định danh của chi theo tiếng Latinh có nghĩa là "hình trụ", hàm ý đề cập đến hình dạng cơ thể thuôn dài của các loài trong chi này, được xem là hình dạng đặc biệt đối với họ Cá bàng chài (vì hầu hết các loài cá trong họ này đều có hình bầu dục); Labrus là tên gọi của một chi trong họ Cá bàng chài, nhưng ở đây có lẽ được sử dụng như một thuật ngữ gọi chung cho tất cả những loài cá bàng chài.

## Mô tả
Các loài trong chi Terelabrus có chung đặc điểm là cơ thể thuôn dài, mảnh mai, màu trắng với hai dải sọc đỏ ở mỗi bên thân: một dải dọc theo lưng và một dải dọc theo lườn (từ mõm băng qua mắt). Mõm nhọn. Dải vàng có thể xuất hiện ở một số bộ phận trên cơ thể tùy từng loài, là đặc điểm phân biệt giữa chúng.

## Các loài
Có 3 loài được công nhận là hợp lệ trong chi này, bao gồm:
- Terelabrus dewapyle Fukui & Motomura, 2015[4]
- Terelabrus flavocephalus Fukui & Motomura, 2016[5]
- Terelabrus rubrovittatus Randall & Fourmanoir, 1998[6]

Một loài thứ tư được mô tả vào năm 2018 với danh pháp là Terelabrus zonatus, nhưng tính hợp lệ của loài này vẫn còn là nghi vấn. T. zonatus được nghĩ là một biến thể về màu sắc của T. dewapyle và T. rubrovittatus.